# Chùa Nam Nhã
Chùa Nam Nhã (tên chữ Hán: 南雅佛堂 – Nam Nhã Phật Đường), tọa lạc ở số 612, đường Cách mạng tháng tám, thuộc phường Bùi Hữu Nghĩa, quận Bình Thủy, thành phố Cần Thơ, Việt Nam.

## Lịch sử

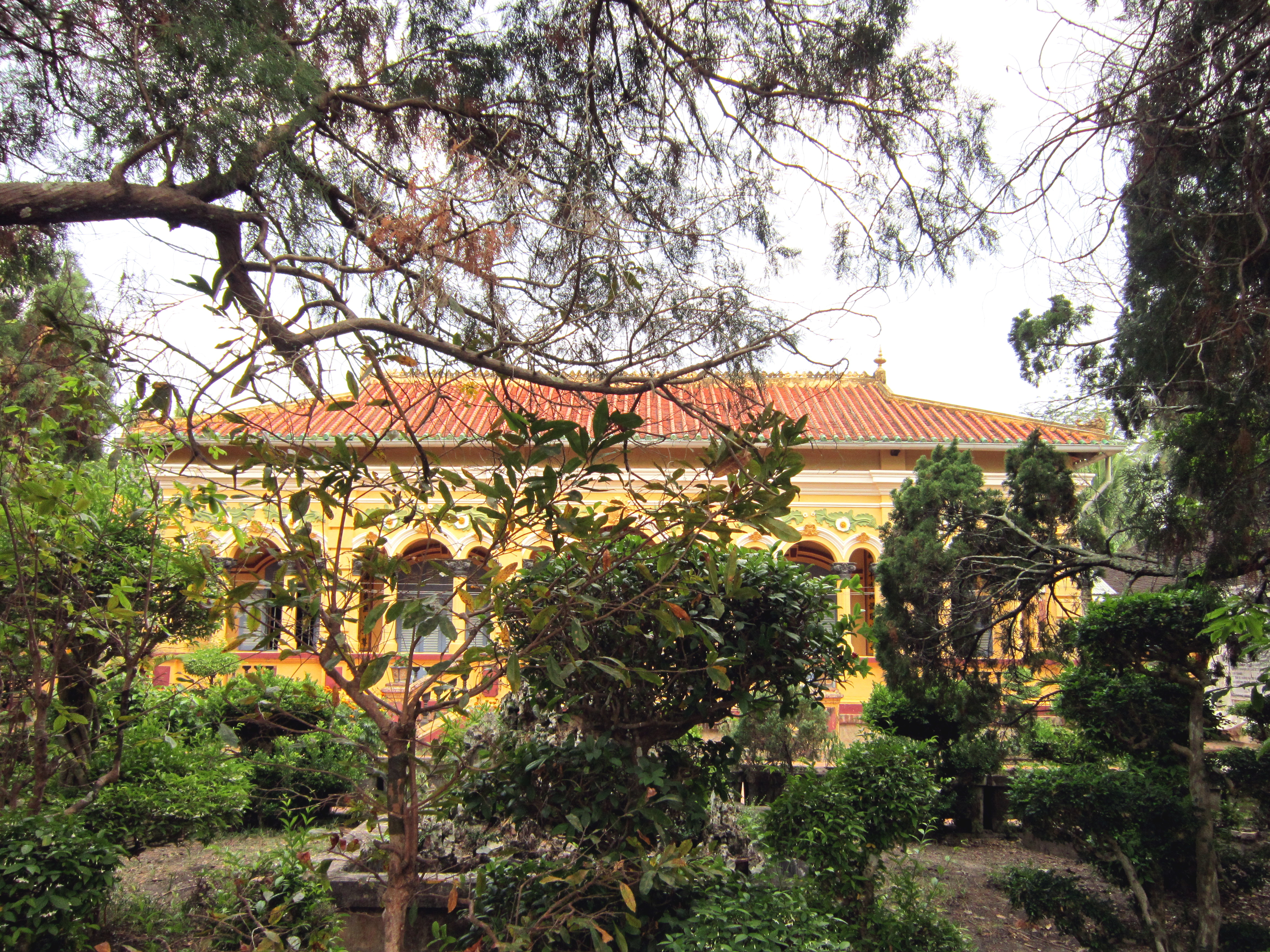
Nơi chùa Nam Nhã tọa lạc có nhiều cây xanh

Năm 1883, Nguyễn Giác Nguyên  (học trò của Thủ khoa Bùi Hữu Nghĩa) đã cho lập một tiệm thuốc Bắc lấy tên là Nam Nhã Đường tại vàm sông Bình Thủy, và đối diện với đình Bình Thủy (tức vị trí hiện nay). Theo lời kể, thì đây không chỉ là nơi mua bán thuốc; mà còn là nơi liên lạc và tập hợp những người yêu nước, để gầy dựng phong trào chống Pháp.
Đến năm 1895, nhân đạo Minh Sư có nguồn gốc từ Trung Quốc lan truyền đến miền Nam Việt Nam, ông Nguyên bèn cho tháo bỏ tiệm thuốc Bắc và xây dựng lên trên nền đất ấy một ngôi chùa, cũng được gọi là Nam Nhã Phật Đường hay chùa Minh Sư.
Trong những năm cuối thế kỷ 19 đến đầu thế kỷ 20, chùa Nam Nhã là căn cứ hoạt động cách mạng của các sĩ phu yêu nước như: Nguyễn Thần Hiến, Nguyễn Hào Vĩnh, Nguyễn Giác Nguyên... Năm 1905, hưởng ứng phong trào Đông Du do Phan Bội Châu khởi xướng, chùa đã tự tổ chức ra nhiều cơ sở kinh tài, lấy tiền nuôi học sinh du học. 
Bên cạnh đó, tại đây nhiều cuộc bình thơ, họa thơ cũng đã được tổ chức. Văn phẩm Đạo Nam kinh do chùa Nam Nhã phổ biến, thời kỳ này bị nhà cầm quyền Pháp liệt vào loại sách cấm. Vì nội dung sách ấy đã đề cao vai trò học vấn, tiến bộ khoa học kỹ thuật...; đồng thời chống lại sự ngu muội, mê tín...
Theo tài liệu, thì Phan Bội Châu và Cường Để cũng đã từng đây để bàn bạc và cổ xúy cho phong trào . Sau đó, Đặc ủy Hậu Giang và Xứ ủy Nam Kỳ cũng đã chọn nơi đây làm địa điểm liên lạc với các tổ chức cách mạng trong toàn miền.
Vinh danh chùa Nam Nhã, Bia công nhận di tích dựng tại sân chùa ghi:
Chùa Nam Nhã được xây dựng năm 1895. Từ năm 1905 chịu ảnh hưởng của phong trào Đông Du, truyền thống yêu nước của các vị lão sư và các Phật tử được khởi động.
Chùa trở thành trụ sở kinh tài, ủng hộ học sinh xuất dương du học chống lại chánh sách ngu dân của thực dân Pháp, truyền bá văn thơ yêu nước. Trong những năm khó khăn gian khổ của cách mạng, Đặc ủy Hậu Giang, Xứ ủy Nam Kỳ đã chọn nơi đây làm địa điểm liên lạc với các tổ chức cách mạng trong toàn miền.
Ngày 25 tháng 1 năm 1991, Bộ Văn hóa Thông tin đã ra quyết định công nhận chùa Nam Nhã là Di tích Lịch sử Cách mạng.

## Kiến trúc
Chùa trực thuộc Giáo hội Phật Đường Nam Tông Minh Sư Đạo. Ngôi chùa không chỉ đẹp bởi lối kiến trúc, mà còn bởi lịch sử của chùa gắn liền với nhiều hoạt động yêu nước của một số sĩ phu và người dân Việt Nam.

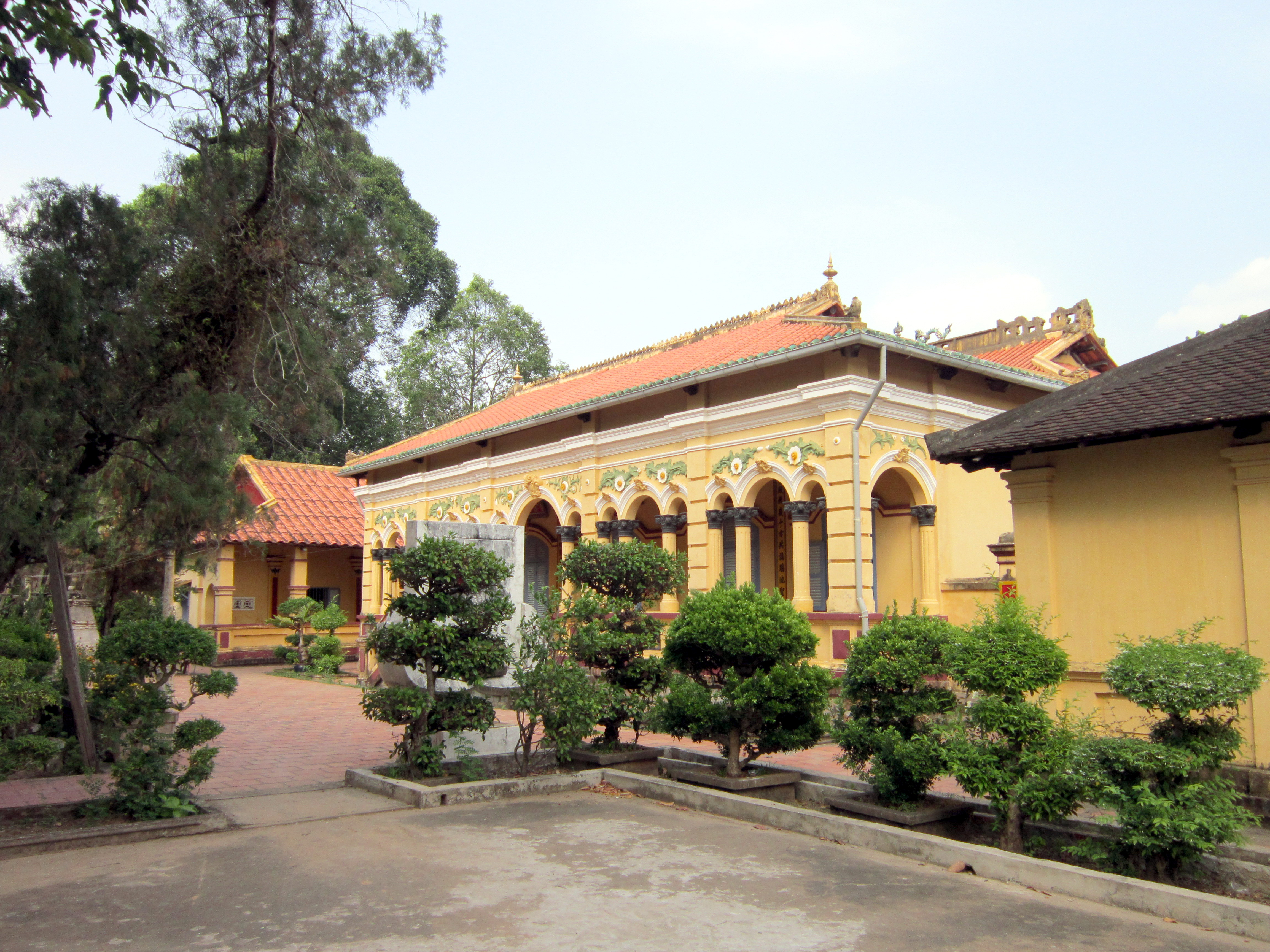
Khu vực chính điện chùa Nam Nhã

Chùa Nam Nhã tọa lạc trong một khuôn viên khá rộng, và có nhiều cây xanh. Lúc đầu, chùa chỉ có 3 gian với cột gỗ, cổng và mái lợp ngói rất đơn sơ, gồm Diêu Trì Bửu Điện (chính điện gian giữa) và Càn Đạo Đường và Khôn Đạo Đường (hai gian bên). Năm 1905, chùa được mở rộng với 5 căn và 2 chái. Năm 1917, Thái Lão sư Nguyễn Đạo Cơ (Nguyễn Giác Nguyên) và đệ tử là Lão Tiên sanh Nguyễn Xương Lượng, cùng ban chủ sự chùa gồm Lão sư Trương Vận Đạt, Lão sư Trần Vận Phát, Đại Lão Tiên sanh Đặng Vĩnh Giám, Đại Tiên sanh Phạm Minh Đạt, Tiên sanh Mai Đình Hy, Tiên sanh Bùi Huệ Đức (Bùi Hữu Sanh - con trai Thủ khoa Bùi Hữu Nghĩa), Thái cô Mai Kim Lan, Thái cô Nguyễn Mỹ Đức... cùng chung lo xây dựng ngôi Phật đường. Đến năm 1923, chùa lại được tu bổ, hoàn thiện thêm một lần nữa và có quy mô to lớn như ngày nay.
Lần lượt từ ngoài vào trong có:
Cổng chùa xây bằng gạch, lợp ngói. Ở hai cột có đôi câu đối, mà hai chữ đầu của mỗi câu ghép lại thành tên chùa:
Nguyên văn:
南地度原人般若琴聲通覺路
雅庭招善客菩提樹影蓋禪門
Phiên âm Hán–Việt:
Nam địa độ nguyên nhân, bát nhã cầm thinh thông giác lộ
Nhã đình chiêu thiện khách, bồ đề thụ ảnh cái thiền môn
Dịch:
Nam địa độ nguyên nhân, tiếng đàn Bát Nhã thông cõi giác
Nhã đình mời thiện khách, bóng mát Bồ Đề phủ cửa thiền
Sân chùa lát gạch tàu, được bao quanh bởi một khu vườn lớn trải dài ra tận bờ sông Bình Thủy. Giữa vườn là hòn non bộ cao trên 2 m được đặt trong một bồn nước xây bằng gạch. Trong vườn trồng nhiều cây tùng, cây trắc bá diệp và các cây cổ thụ khác. Đan xen dưới những gốc cây này là những cây kiểng quý giá, nhiều tuổi, được cắt uốn rất công phu.

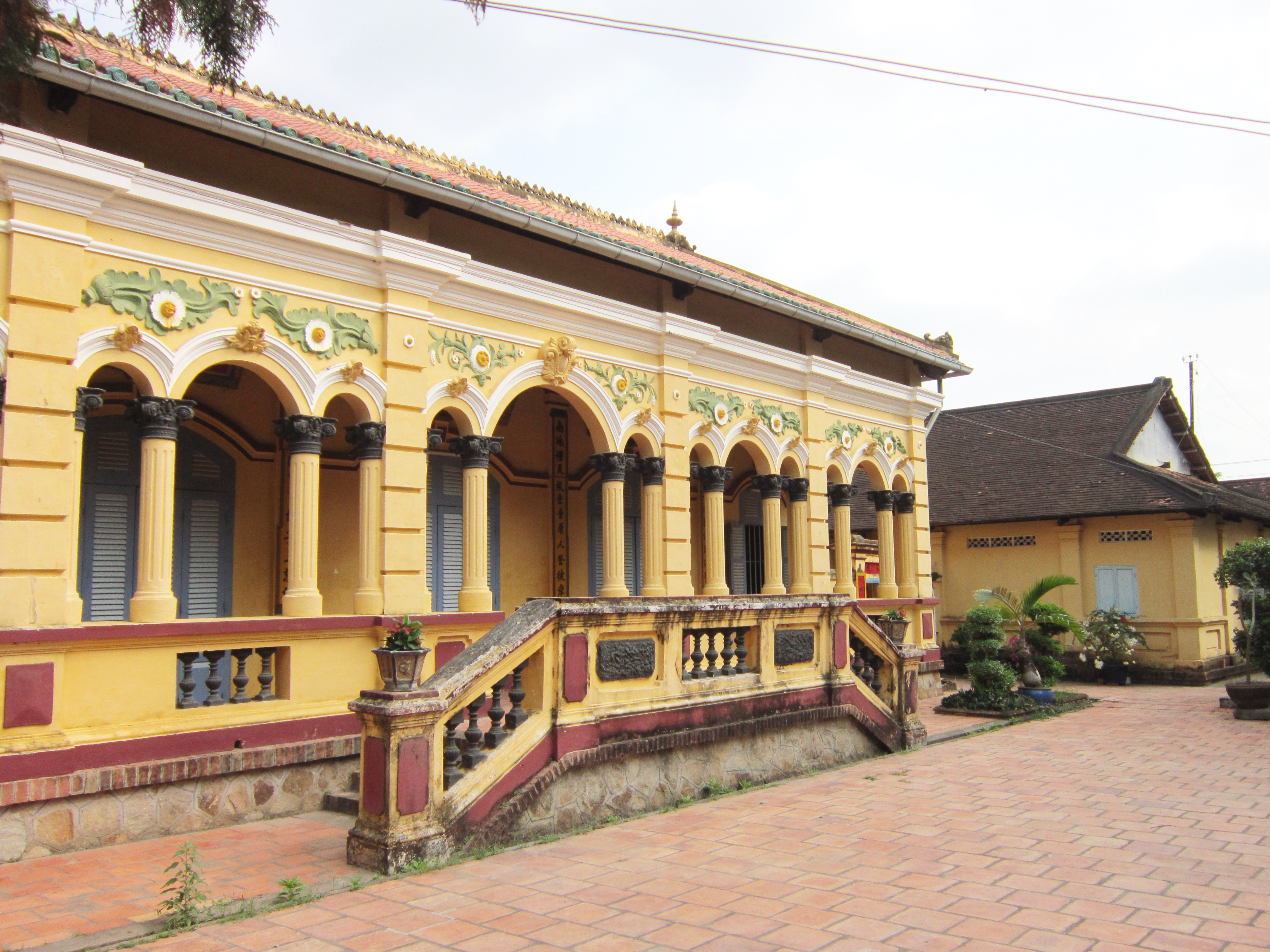
Chính điện chùa có kiểu kiến trúc Á-Âu kết hợp

Chánh điện là một ngôi nhà gạch kiên cố, gồm 5 gian, lợp ngói âm dương, trên có hình lưỡng long tranh châu. Đặc biệt, mặt tiền chánh điện có kiểu kiến trúc Á-Âu kết hợp hồi đầu thế kỷ 20, và khá khác với kiểu chùa truyền thống ở Nam Bộ (ảnh). Bên trong chánh điện, ở khu trung tâm được bày trí rất trang trọng dùng làm nơi đặt bàn thờ bàn thờ Tam giáo Thánh nhân (có ba pho tượng thờ bằng đồng là Đức Thích Ca Văn Phật, Đức Khổng Tử Chí Thánh và Đức Lão Tử Đạo Tổ); Đối diện với bàn thờ Tam giáo là nơi thờ Long Thần Hộ Pháp và nhà thơ Bùi Hữu Nghĩa; 2 bên có bàn thờ Lịch Đại Tổ Sư, Quan Thánh Đế Quân, và người sáng lập chùa là Thái Lão Sư Nguyễn Đạo Cơ; cùng bàn thờ Cửu Huyền Thất Tổ. Hai bên tiền điện có 2 bàn hương án đặt bài vị của các vị Lão Sư trụ trì và các vị tiền bối trong Đạo.
Sau chính điện là một hành lang dài có hai căn phòng tiếp khách. Bên phải và bên trái chùa là 2 dãy nhà lợp ngói gọi là Càn Đạo Đường (dãy nhà Đông Lang) dùng cho nam giới và Khôn Đạo Đường (dãy nhà Tây Lang) dùng cho nữ giới ăn thông với nhà bếp. Và sau chùa là cả một vườn cây ăn trái...

## Di tích Quốc gia
Ngày 25 tháng 1 năm 1991, Bộ Văn hoá – Thông tin (nay là Bộ Văn hóa, Thể thao và Du lịch) ban hành Quyết định số 154/QĐ-VH xếp hạng chùa Nam Nhã là di tích lịch sử cách mạng cấp quốc gia.

## Ảnh

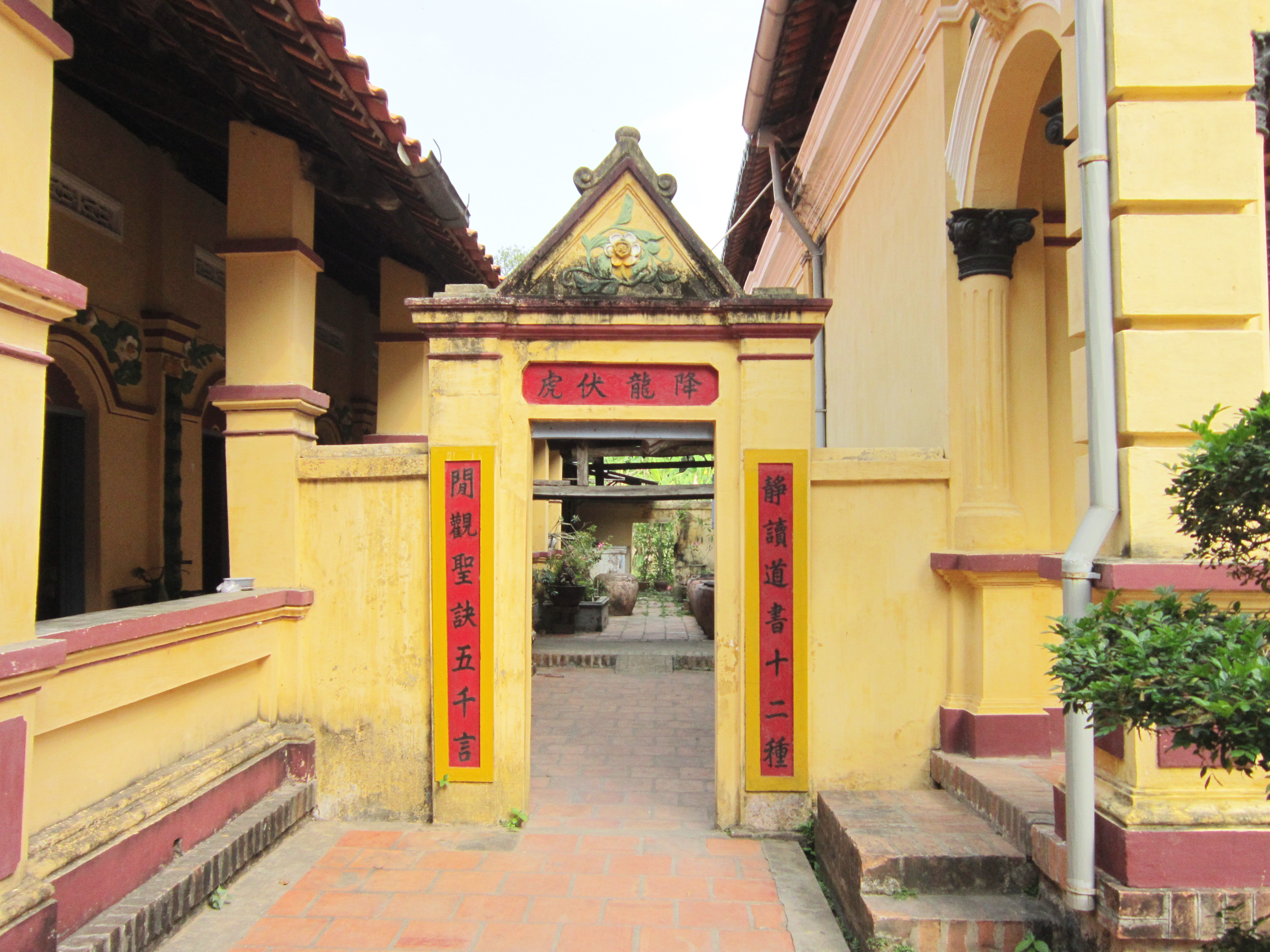
Lối đi bên hông chánh điện
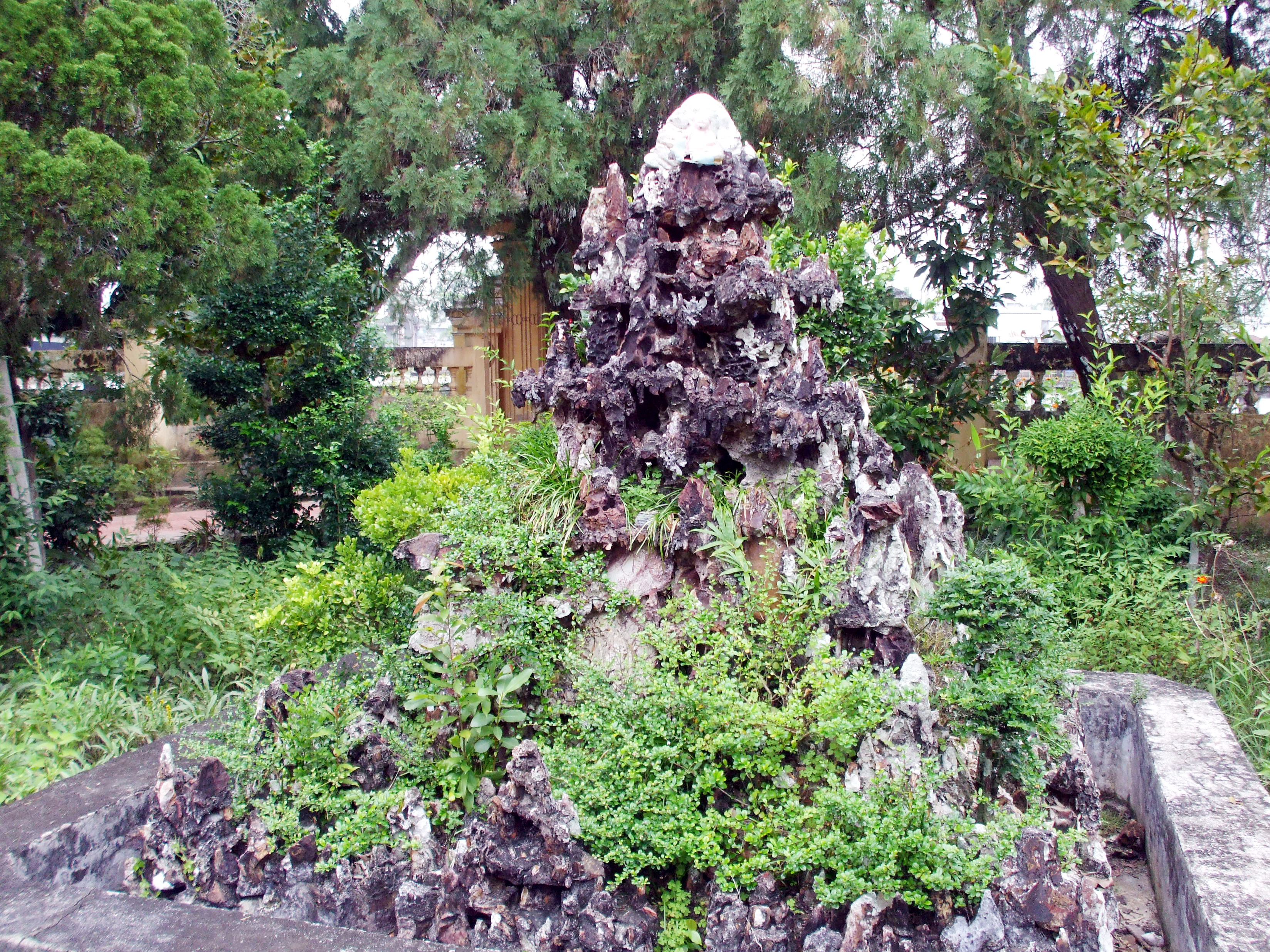
Hòn non bộ tại sân chùa